# Mitch Albom
Mitch Albom američki je pisac, dramatičar i scenarist; napisao je sedam knjiga, uključujući i međunarodni bestseler Morrie utorkom (Tuesdays with Morrie), najprodavanije memoare na svijetu. Njegov prvi roman, Petero ljudi koje ćete sresti na nebu (The Five People You Meet in Heaven, 2003.), odmah nakon objavljivanja našao se na prvom mjestu bestselera New York Timesa, a diljem svijeta prodano je više od šest milijuna primjeraka te knjige. I njegov drugi roman, Za još jedan dan (For One More Day, 2006.), također je bio na prvom mjestu bestselera New York Timesa. Godine 2009. objavio je i knjigu Ipak vjeruj (VBZ, 2011.).Albom je prodao više od 35 milijuna primjeraka knjiga u cijelome svijetu; objavljene su u četrdeset jednoj zemlji i na četrdeset dva jezika, a prema nekima od njih snimljeni su televizijski filmovi za koje je dobio nagradu Emmy i mnoštvo pohvala. Mitch Albom radi i kao kolumnist i radijski voditelj, a sudjeluje i u radu brojnih dobrotvornih ustanova. Živi u Michiganu sa suprugom Janine.

## Djela
Napisao više djela, od kojih se ističu:
- Čuvar vremena
- Petero ljudi koje ćete sresti na nebu (The Five People You Meet in Heaven, 2003.)
- Morrie utorkom (Tuesdays with Morrie), memoari
- Za još jedan dan (For One More Day, 2006.)
- Ipak vjeruj